# Bankbok

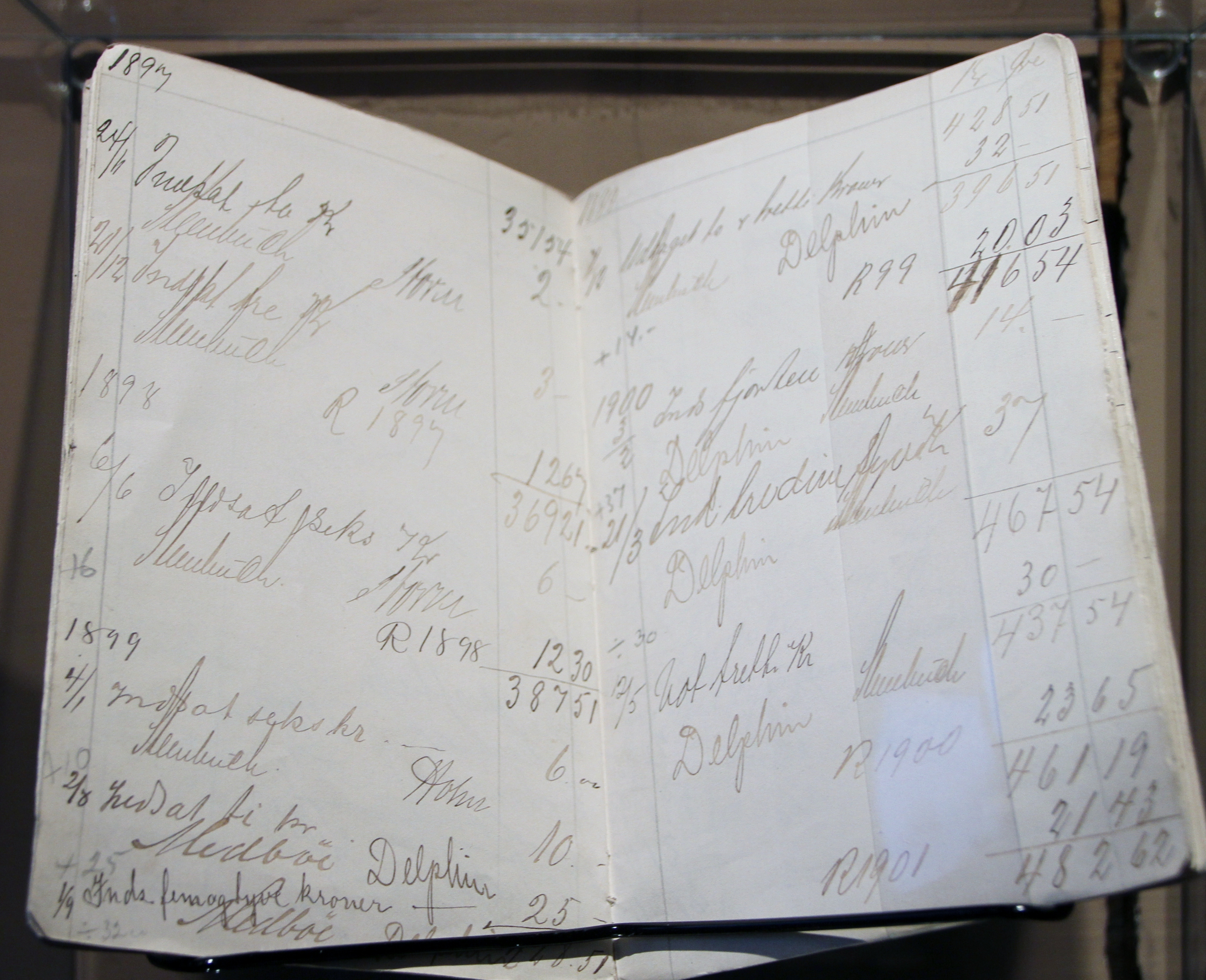
En bankbok från 1890-talet.

Bankbok är en motbok som används vid insättning och uttag i en bank. Vid transaktionen noterar banken vad som händer på kontot. Bankärendena kan sålunda inte skötas via telefonbank eller internetbank. Bankboken är en av banken utfärdad värdehandling.
Många banker slutade med bankböcker på grund av de stränga lagar som berör ämnet. Om man förlorar sin bankbok måste man genast anmäla det till banken. Sedan måste man annonsera i Post- och Inrikes Tidningar om att man förlorat bankboken. Kostnaderna för det får man betala själv. Man får hämta ut pengarna först sex månader efter dagen man anmält bankbokens försvinnande.
I Sverige finns det numera ingen bank som erbjuder konton med bankbok. Ett mindre antal konton kan finnas kvar ute hos kunder, men avsikten är att även de ska ersättas med motbokslösa konton.